# Liste des titres musicaux numéro un en Autriche en 1979
Cette page liste les titres numéro un dans les meilleures ventes de disques en Autriche pour l'année 1979.

## Classement des singles
| №  | Date         | Artiste            | Titre                 |
| -- | ------------ | ------------------ | --------------------- |
| 1  | 15 janvier   | Richard Clayderman | Ballade pour Adeline  |
| 2  | 15 février   | Village People     | Y.M.C.A.              |
| 3  | 15 mars      | Village People     | Y.M.C.A.              |
| 4  | 15 avril     | Blondie            | Heart of Glass        |
| 5  | 15 mai       | Blondie            | Heart of Glass        |
| 6  | 15 juin      | Patrick Hernandez  | Born to Be Alive      |
| 7  | 15 juillet   | Eruption           | One Way Ticket        |
| 8  | 15 août      | Eruption           | One Way Ticket        |
| 9  | 15 septembre | Boney M.           | El Lute               |
| 10 | 15 octobre   | Boney M.           | El Lute               |
| 11 | 15 novembre  | Cliff Richard      | We Don't Talk Anymore |
| 12 | 15 décembre  | Cliff Richard      | We Don't Talk Anymore |

## Classement des albums
| №  | Date         | Artiste            | Titre                |
| -- | ------------ | ------------------ | -------------------- |
| 1  | 15 janvier   | Richard Clayderman | Ballade pour Adeline |
| 2  | 15 février   | Compilation        | Disco Motion         |
| 3  | 15 mars      | Village People     | Cruisin'             |
| 4  | 15 avril     | Richard Clayderman | Träumerei            |
| 5  | 15 mai       | Richard Clayderman | Träumerei            |
| 6  | 15 juin      | Richard Clayderman | Träumerei            |
| 7  | 15 juillet   | Compilation        | Disco Laser          |
| 8  | 15 août      | Compilation        | Disco Laser          |
| 9  | 15 septembre | Compilation        | Disco Action         |
| 10 | 15 octobre   | Boney M.           | Oceans Of Fantasy    |
| 11 | 15 novembre  | Boney M.           | Oceans Of Fantasy    |
| 12 | 15 décembre  | Supertramp         | Breakfast in America |